# Francisco Alcaraz
Francisco Javier Alcaraz (Assunção, 4 de outubro de 1960) é um ex-futebolista profissional paraguaio, que atuava como atacante.

## Carreira
Francisco Alcaraz fez parte do elenco da Seleção Paraguaia de Futebol da Copa do Mundo de 1986